# Téli háború
A téli háború (finnül talvisota, oroszul Зимняя война (zimnyaja vojna), de ismert még mint szovjet–finn háború vagy orosz–finn háború, egyik kevésbé használt elnevezése a téli hadjárat) 1939. november 30-án kezdődött, három hónappal a II. világháború kitörését követően. A hadműveletek a szovjet csapatok hadüzenet nélküli támadásával indultak meg, aminek közvetlen előzményeként november 26-án végrehajtották a mainilai incidens néven elhíresült provokációt. Ennek során a szovjetek ágyúzni kezdték a saját területükön fekvő, de a finn határtól csupán 800 méterre található Mainila települést, s az akcióért a finneket tették felelőssé. A Népszövetség illegálisnak minősítette a szovjet támadást, és 1939. december 14-én kizárta a Szovjetuniót soraiból. A konfliktust az 1940. március 13-án aláírt moszkvai békeszerződés zárta le. Elvesztett területeinek visszaszerzésére 1941-ben Finnország ismét hadba szállt a Szovjetunióval szemben, melyet az utókor „folytatólagos háborúnak” nevez.

## Az előzmények
(Szovjet-)Oroszország az első világháborúból kénytelen volt kiszállni: mind a háború, mind az eközben az országban zajló polgárháború és intervenció hatalmas anyagi és emberi áldozatokat okozott, továbbá nagy területek váltak ki a birodalomból Európában (köztük Finnország is), amely régi-új országokból a győztesek egyfajta „cordon sanitaire”-t alakítottak ki a kommunizmus továbbterjedésének megakadályozása végett. Az újdonsült Szovjet-Oroszország így Németországgal együtt diplomáciailag teljesen elszigetelődött.

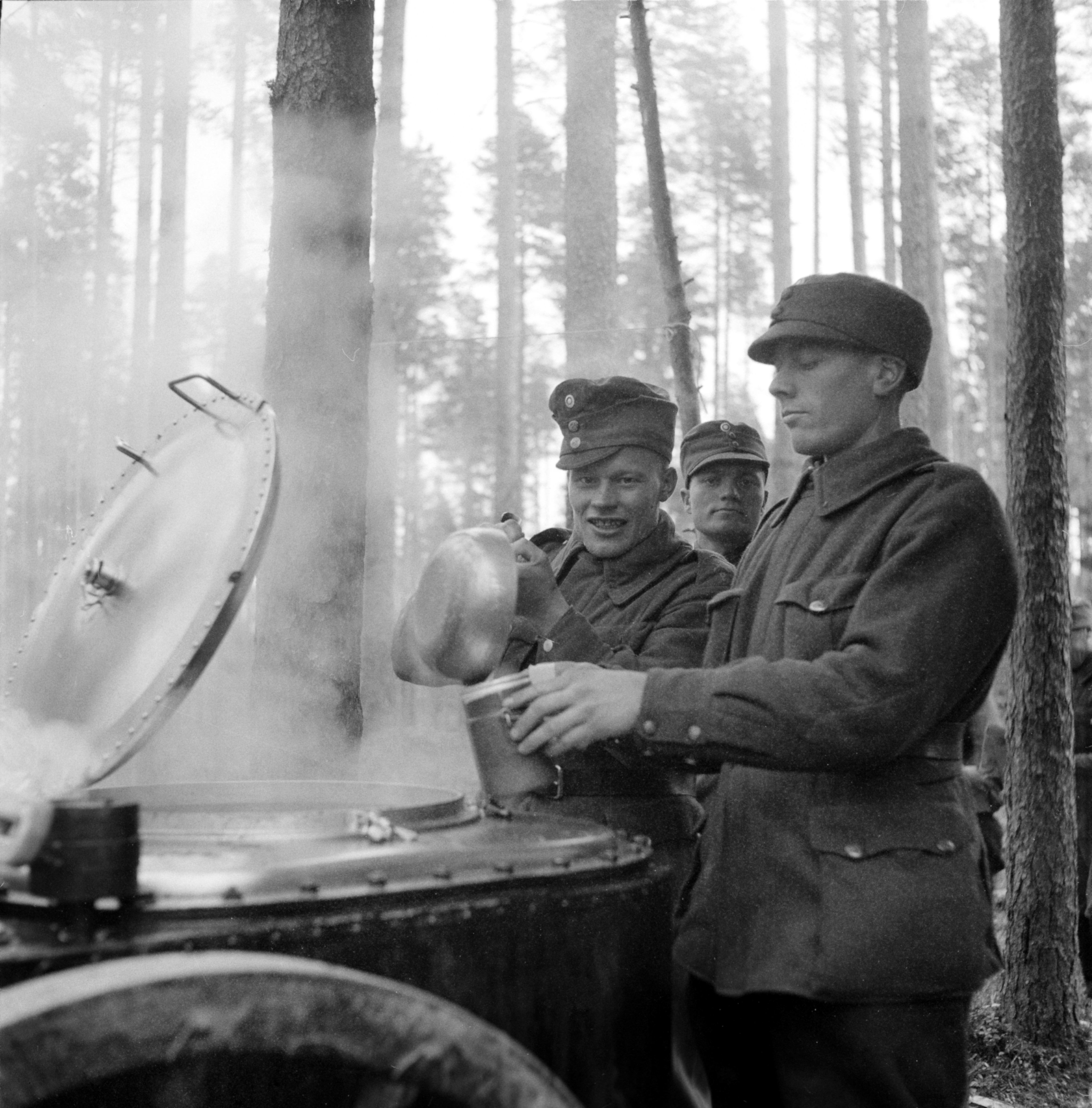
Finn gulyáságyú (1939)

A két ország a nemzetközi elszigeteltségből az 1922-ben megkötött rapallói egyezménnyel lépett ki: ebben felvették egymással a diplomáciai kapcsolatokat, amely után széles körű gazdasági és katonai együttműködés alakult ki a két ország között. Sztálin és a szovjet külpolitika célja már a rapallói egyezmény óta egy szorosabb német-szovjet szövetség volt.
A hivatalos szovjet propaganda ellenére (pl. „a proletárdiktatúra” állandó fenyegetettségének hangoztatása) azonban a szovjet vezetés egyáltalán nem adta fel az expanzív törekvéseket: vagyis az egykori cári birodalom elvesztett területeinek visszaszerzését (illetve ha lehetséges, akkor még azoknál is többet). Csakhogy ezeket a törekvéseket most már nem a pánszlávizmussal leplezték (mint a cári időkben), hanem a kommunizmus terjesztésével a „dolgozók felszabadítása” érdekében. Sztálin külpolitikai céljaihoz potenciális szövetségesként tekintett a német nemzetiszocialistákra, mivel azok egyik fontos célja is a Párizs környéki békeszerződések megszüntetése volt – az ideológiai különbségek és két országban egymás ellen folyó propaganda ellenére.
Hosszas diplomáciai manőverezés után 1939. augusztus 23-án Ribbentrop német és Molotov szovjet külügyminiszterek egyezményt kötöttek (Molotov–Ribbentrop-paktum), amelyet a szovjet külpolitika hosszú évek munkájával hozott tető alá mint Sztálin egyik régóta dédelgetett nagy tervét, és amelyhez a végső lökést tkp. Hitler Lengyelországgal kapcsolatos terveinek sürgőssége adta (a megegyezést különben a Pravda „békepaktumnak”, ill. a „béke eszközének” nevezte).
Ebben – többek között – tisztázták országaik érdekszféráit. Ennek megfelelően szeptember 1-jén a Német Birodalom (hadüzenet nélkül) megtámadta Lengyelországot, amihez valamivel később (szeptember 17-én – hogy a világ ne azonosítsa a Szovjetuniót az agresszióval) és a megfelelő ürüggyel („a Németország által fenyegetett ukránok és fehéroroszok védelmében, akiket a felelőtlen lengyel politika sodort szerencsétlenségbe”) a Szovjetunió is csatlakozott: Lengyelország (Sztálin szavaival: „a Párizs környéki békék e torzszülöttje”) 6 hét alatt összeomlott. A győztesek a hadjárat végét Breszt-Litovszkban közös katonai parádéval ünnepelték meg (erről hallgatott a korabeli szovjet sajtó).
A balti köztársaságok szovjet érdekszférának minősültek, ezért szovjet nyomásra szeptember 27-én Észtország, október 6-án Lettország, 11-én pedig Litvánia írt alá „segítségnyújtási” szerződést a Szovjetunióval, amelyet nem sokkal később ezen országok katonai megszállása követett. Október 2-án Aarne Wuorimaa berlini finn követ diplomáciai úton érdeklődött Németországnál és a Szovjetuniónál, hogy mi a szándékuk Finnországgal. Ernst von Weizsäcker német külügyminisztériumi államtitkár informálta, hogy országa nem akar beavatkozni a finn–szovjet kapcsolatokba.
Moszkva Finnország számára október 5-én felajánlotta a „segítségnyújtási” szerződést. A Sztálin által a finn kormánymegbízottaknak, Paasikivinek és Tannernek előadott főbb követelések a következők voltak: kisebb területek a Karéliai-földszorosból, valamint a Finn-öböl bejáratát őrző Hanko-félsziget és a be nem fagyó Petsamo (Halász-félsziget) kikötőinek, de legalábbis az azok előterében lévő szigeteknek a bérlése katonai támaszpont kialakítása céljából.
Finnországnak mindezért Kelet-Karéliából, a Karéliai ASZSZK területéből kellett volna jóvátételt kapnia. A finn vezetés nem vette komolyan az oroszok azon aggodalmait, melyek szerint a tárgyalásokon követelt területek számukra akkor lennének fontosak, ha egy idegen hatalom Finnországon keresztül akarná megtámadni a Szovjetuniót. A finnek ugyanis valóban, és őszintén semlegesek akartak maradni. Katonai szakértőik azt magyarázták, hogy egy partraszállási kísérlet esetén Finnország meg tudja védeni önmagát. Sztálin azonban túl gyengének tartotta a finn hadsereget az ország védelmére: "a nagyhatalom itt fog partra szállni – mondta a kezét a térképen Hankóra téve – s előrenyomulását az önök ellenállásával mit sem törődve fogja folytatni.
A finn kormányt álláspontjának kialakításában az a feltételezés befolyásolta, mely szerint az oroszok végső célja Finnország teljes bekebelezése, s hogy a kért területátadások és -bérlések az ország védelmét sorsdöntően meggyengítenék, továbbá az, hogy a határrendezések után a Szovjetunió további követelésekkel áll majd elő, melyekkel szemben Finnország még védtelenebb lesz. A Szovjetunió érdekeit figyelembe vevő Paasikivi később emlékezett arra, hogy a megalkuvást nem ismerő állásponttal meg kellett mutatni, hogy Finnországtól nem lehet csak úgy, akármit követelni. Csehszlovákia és a Balti államok sorsa volt a friss példája annak, hogyha egy kis ország ellenkezés nélkül lemond egy nagyhatalom javára akárcsak a határvidékéről is, akkor a kérdéses nagyhatalom hamarosan elfoglalja az állam egész területét.

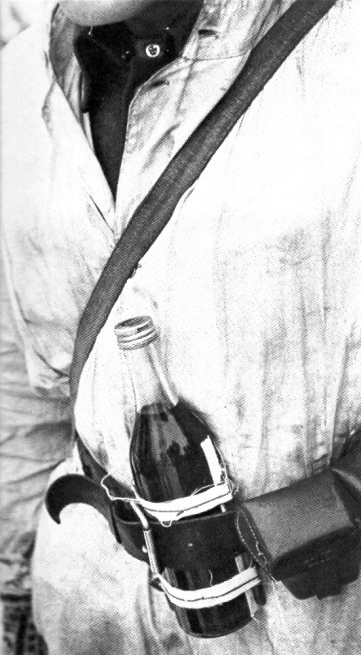
A finn hadseregben rendszeresített Molotov-koktél

Mindemellett, paradox módon, a megalkuvást nem ismerő magatartásnak egy másik mozgatórugója épp az volt, hogy a finnek nem hitték, hogy a Vörös Hadsereg erőszakhoz folyamodik. A politikai vezetés hivatalos álláspontja mellett kiemelkedő fontosságú a lakosság és a pártok oly mérvű kiállása a kormány mögött, amelyre azóta sem volt példa Finnország történelmében. Ez nemcsak a téli háború eseményeiben volt döntő jelentőségű, hanem a fiatal finn állam érettségét is jelezte. A skandináv államfőknek a finn-orosz tárgyalásokkal egy időben tartott értekezlete világosan bizonyította, hogy Finnország sehonnan sem remélhet segítséget.
A tárgyalások október 12-én kezdődtek meg, de hetekig egy helyben topogtak, végül november 13-án megszakadtak. Félő volt, hogy az oroszok nagyhatalmi ambíciói nem tűrnek további alkudozásokat, ám a finnek mégis hagyták, hogy félbeszakadjanak a megbeszélések. Mindkét fél általános mozgósítást rendelt el. Finnországban a mozgósítást sikerült még a tárgyalások idején elkezdeni, ezért egy váratlan támadástól megmenekült az ország. 
A szovjet politika ezek után más módszerekkel próbálkozott: Sztálin parancsára november 26-án a leningrádi katonai körzet rendezett egy átlátszó provokációt: a „mainilai lövést”, amikor a saját területét vette tűz alá a finn határtól 800 méterre.
A Szovjetunióban beindult a sajtókampány: „Likvidálni az aljas bandát!”. Sztálin hivatalos bocsánatkérésre szólította fel a finn kormányt, amely nem tett eleget a felszólításnak. Ez már elegendő volt az addig érvényben lévő szovjet–finn megnemtámadási szerződés felbontására. A finnek biztosak voltak ártatlanságukban, de az csak irattári kutatásokból derült ki, hogy a lövésekre a belügyminisztérium csapatait Leningrád körzetében felügyelő párttitkár, A. Zsdanov adott utasítást. A finn Suomen Kuvalehti újság Dmitrij Volkogonov szovjet vezérezredessel közölt riportjában elhangzik, hogy pusztán ürügyre volt szükség a támadáshoz. Ha nem ez lett volna az ürügy, akkor mást találtak volna ki.
November 29-én már finn határőröket ért támadás és másnap már elkezdődtek a tényleges hadműveletek szovjet részről – szintén hadüzenet nélkül.

## A háború
Helsinkit teljesen váratlanul érte a bombatámadás: a légiriadót jelző szirénák és a légvédelmi ütegek csak az első robbanások után szólaltak meg. A légitámadásokhoz a szovjet repülőgépek már – a „segítségnyújtási” szerződések alapján – észtországi repülőterekről is felszálltak. Azonban a szovjet vezetés nemcsak katonai eszközöket vetett be: december 1-jén bejelentették, hogy egy határ menti kisvárosban Terijokiban (ma Zelenogorszk, Szentpétervár része) megalakult a „Finnországi Demokratikus Köztársaság Népi Kormánya”, élén egy 20 éve a Szovjetunióban élő finn kommunistával (Otto Ville Kuusinen) és társaival, akik kiáltványukban (jellegzetes bolsevik szóhasználattal) a „szenvedő finn dolgozókat” akarták megmenteni a „háborús provokátorok bűnös kormányától”, „a sötét reakció bandájától”. Ám a nyilatkozat hatására az összes parlamenti párt és a finn polgárok inkább hazájuk védelmére mozdultak meg, vagyis az „elnyomók és hóhérok rémuralma” (tehát törvényes kormányuk) mellett. A szovjet politika terve az volt, hogy a háború után Finnországot egyesítik a Karéliai ASZSZK-val, és kialakítják belőlük a Karéliai-Finn Szövetséges Köztársaságot.
A szovjet hadvezetés öt irányból támadva egy hét alatt akarta lerohanni Finnországot – a német Blitzkrieg mintájára. Annyira biztosak voltak a dolgukban, hogy az északon támadó egységeket külön figyelmeztették a svéd határ tiszteletben tartására. A finnek mind emberben, mind lőszerben, mind nehézfegyverekben hiányt szenvedtek, és ritka volt az a finn katona, aki látott egyáltalán harckocsit.

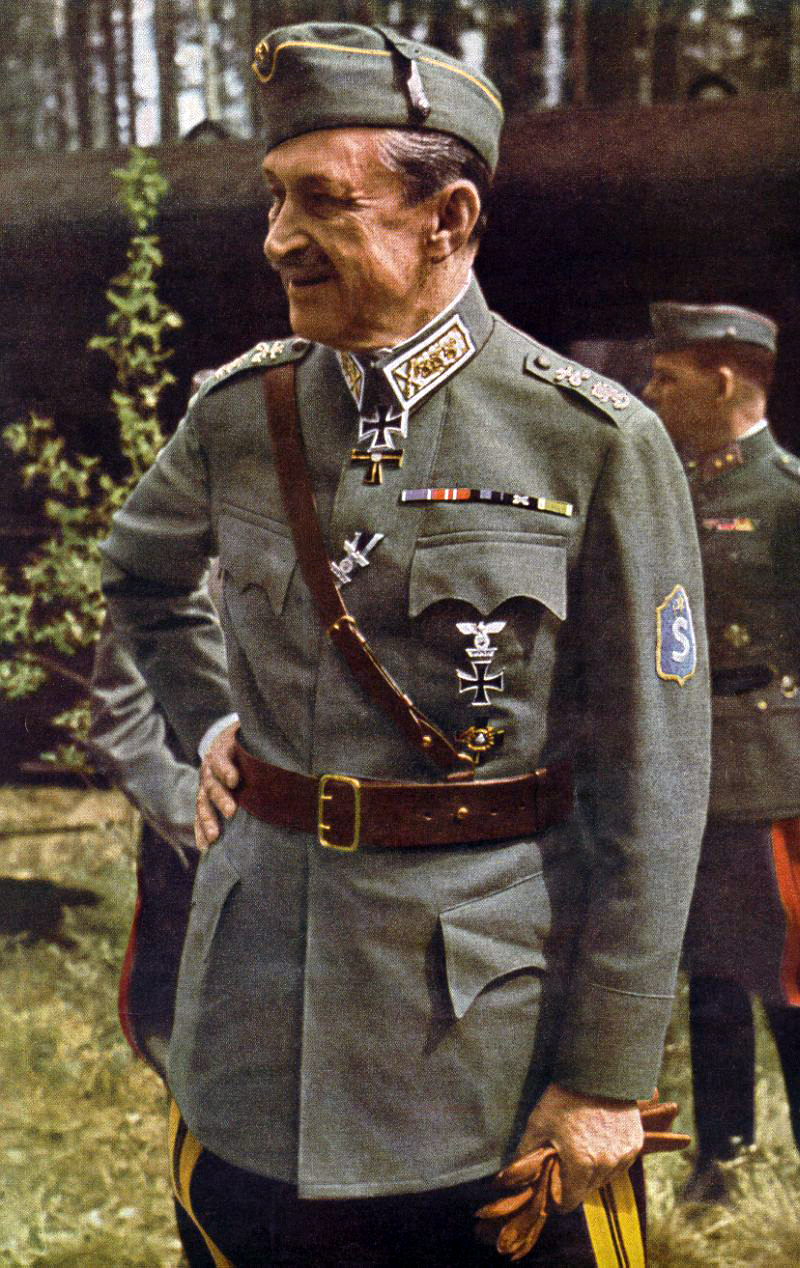
Carl Gustaf Emil von Mannerheim marsall

Sztálin a háború megindításakor azt gondolta, hogy a finnek az utolsó pillanatban megrettennek és gyorsan kapitulálnak, majd inkább elfogadják az ő feltételeit, minthogy a számukra kétes kimenetelű háború kiszélesedjen. De mindezek ellenére a Vörös Hadsereg mindenhol elkeseredett ellenállásba ütközött. A finnek kezdetben az aktív halogató harcmodorra rendezkedtek be, a védelmet Carl Gustaf Emil von Mannerheim marsall irányította.
A svédeknek volt egy rejtjelfejtő irodája, mely rendszeresen megfejtette a szomszédos országok kódjait. Ezek közül a német hírszerzéssel kapcsolatos munkájuk fontos volt az Enigmához. A svédek dr. Arne Beurling matematikaprofesszor által megfejtették az oroszok kódját, amit rögtön átadtak a finneknek. Így az 1939. novemberi szovjet támadáskor báró Carl Mannerheim marsall emberei mindig a megfelelő helyen voltak. A kicsiny, 175 ezres finn hadsereg feltartóztatta az egymilliós szovjet haderőt. 1940 első hetére finn „síelő kísértetek” (lövészek) súlyos veszteségeket okoztak a szovjeteknek. Ezt az tette lehetővé, hogy a marsall élt a hadászati hírszerzés eszközével.

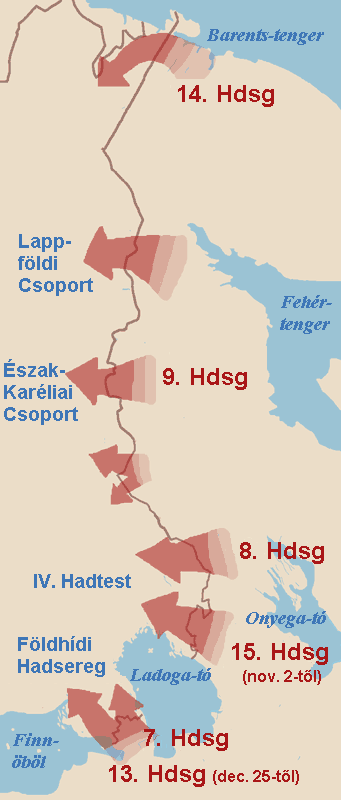
Finnország megtámadásának fő irányai.

Látva azonban a szovjet hadsereg gyengéit, az első győzelmek után több helyen ellentámadásba mentek át és saját meglepetésükre egyre több győzelmet arattak, ami tovább növelte a csapatok harci kedvét. Az egyes egységek egymással versengve semmisítették meg a szovjet hadosztályokat, zászlóaljakat. Moszkvában őrjöngtek: egyre több embert és anyagot mozgósítottak (csak a távol-keleti hadosztályokat nem), és csak így sikerült a február elején megindult Vorosilov-offenzívával (27 hadosztály, több ezer harckocsi és több mint ötszáz repülő összevonásával és együttes támadásával) áttörni február 17-re az arcvonalat, majd február 26-án megkezdeni Viipuri ostromát. (Viipuri 10 000 lakosát február 15. után sikerült elmenekíteni.) – Az orosz döntő támadás végeredményben nem is a Karjalai-szoroson, hanem a tenger felől érvényesült. Hat speciálisan felszerelt hadosztályt vontak össze, gépesített szánokkal, harckocsikkal ellátva, amelyek a március 4-re már kellően befagyott tengeröböl jegén megindultak Viipuri irányába, és Viipuritól nyugatra, a Mannerheim-vonal mögött egy átkaroló hadművelettel hídfőállást tudtak létesíteni. A finnek ekkor voltak kénytelenek tűzszünetet kérni. Az utolsó lövések a sallai arcvonalon, március 13-án, 11 órakor hangzottak el. Az akkori finn katonák szavaival: „az összes csatát megnyertük, de a háborút elveszítettük”.

## A szovjet hadigépezet
A finn hadvezetés már az első hetekben értetlenül csodálkozott a Vörös Hadsereg egyik fő jellemzőjén: a hatalmas ráfordítások és a gyenge eredmények aránytalanságán. A szovjet hadvezetés sem anyaggal, sem emberrel nem takarékoskodott, mégis sokkal nagyobb veszteségeket szenvedett el mindenhol.
Az egyik ok az volt, hogy a hadsereg legtapasztaltabb vezetői a sztálini tisztogatások áldozatául estek. A terror méretei elképesztőek voltak: ahogy a közemberek milliói pusztultak el a szovjet birodalom szerte, úgy haltak meg katonák és tisztek is válogatás nélkül. Kivégezték az ezredparancsnokok felét, csaknem az összes dandárparancsnokot, az összes hadtest és katonai körzet parancsnokát. A Vörös Hadsereget 1937 májusa és 1938 szeptembere között, a második világháború előtti években gyakorlatilag lefejezték; a legtöbb főtisztje gyors tanfolyamon frissen végzett, tapasztalatlan katona volt.
A téli háború első vezetőjét, Kliment Vorosilov marsallt sikertelensége miatt leváltották, és Szemjon Tyimosenko tábornokot állították a helyére.
A Vörös Hadsereg sikertelenségének másik fő oka a „politikailag megbízható”, de a hadvezetéshez nem sokat értő komisszárok nagy befolyása volt („kettős hadvezetés”). Nagyrészt az ő működésüknek, inkompetenciájuknak tudható be például, hogy a körbezárt egységek az utolsó emberig, illetve töltényig harcoltak: a tisztek és közkatonák is inkább öngyilkosok lettek, mint hogy megadják magukat – tartva attól, hogy fogságba kerülésüket hozzátartozóikon bosszulják meg. A németekkel való háború kitörésekor pedig már annyira tűrhetetlen volt a Vörös Hadseregben ez a bánásmód, hogy szovjetek százezrei álltak át a németek oldalára. A komisszárok nyomására a szovjet parancsnokok – ha kezdeményezhettek is – mereven ragaszkodtak az eredeti tervekhez, nehezen alkalmazkodtak a megváltozott helyzetekhez, a kezdeti sikereket nem tudták végigvinni. Ők rendelték el az úgynevezett „képtelen kezdeményezéseket”, például amikor a katonák több hullámban tömegrohamot indítottak gépfegyverállások ellen, és lemészárolták őket.
Hiányzott a fegyvernemek együttműködése és összhangja.
A Vörös Hadsereg rengeteg harceszközt is vesztett. A téli háborúban a finn haderő mintegy 2000 szovjet harckocsit lőtt ki vagy foglalt el. Mivel a finn hadseregnek kevés könnyen mozgatható páncéltörő ágyúja volt, gránátokkal és gyújtópalackokkal (Molotov-koktél) ellátott alakulatokat hoztak létre, így a páncélelhárítás nagy személyes bátorságot igényelt.
Bár a Szovjetuniónak sokkal több repülőgépe volt, egyértelmű légifölényről nem beszélhetünk. Sok gép elavult, a pilóták pedig általában rugalmatlanul manővereztek a légiharcban és a légvédelem tüzében. Előfordult, hogy egy finn vadászgép egy 9 gépből álló bombázókötelékből néhány perc alatt 6 gépet lelőtt. A szovjet légierő bevetett gépeinek hozzávetőleg 40%-át veszítette el, és a legénység embervesztesége 2–3-szor volt nagyobb, mint amennyi kárt a civil lakosságnak okoztak.
A szovjet közkatonák bátornak, szívósnak és igénytelennek bizonyultak, de képtelennek bármilyen önálló kezdeményezésre. Az egyszerű katonák a borzalmakat egyfajta fatalista alázattal fogadták. Karácsony felé előfordult, hogy sűrű sorokban, sőt egymás kezét fogva és énekelve masíroztak a finn aknamezők, állások felé, nem törődve a robbanásokkal és a védők célzott lövéseivel. Nehézkesen mozgott a szovjet gyalogság az erdőkben: sokan estek áldozatul a sítalpon támadó, hószínű ruhát viselő finn katonáknak, mint Simo Häyhä, az egyedülállóan eredményes mesterlövész, akit a megszálló hadsereg „Fehér Halál” névvel emlegetett. A szovjet katonák nem tudtak síelni, és fehér ruhájuk sem volt. Sok, még megmenthető szovjet sebesült halt fagyhalált az elégtelen egészségügyi ellátás és a szokatlan hideg miatt (a hőmérséklet elérte a –40 °C-ot is).
A veszteségekről rendkívül eltérő számok jelentek meg. Közvetlenül a háború után a szovjetek 48 000 halottat ismertek el; a Nyikita Hruscsov által megbízott történészek 270 000-et valószínűsítettek – más becslések szerint még ennél is több lehetett. Szentimentális finn veteránok gyakran hangoztatták, hogy minden egyes finn katona haláláért tíz szovjet katona életével kellett a Vörös Hadseregnek fizetnie. Finnország embervesztesége hivatalos adatok szerint 22 830 fő volt.
Erdeős László őrnagy 1942-es adatai szerint az oroszok becsült vesztesége 700 000 fő, ebből 300 000 halott, anyagi veszteségük körülbelül 1000 repülőgép és 2000 harckocsi. A finnek vesztesége 27 000 halott, 40 000 sebesült, 62 repülőgép és 20 harckocsi.

## A Mannerheim-vonal

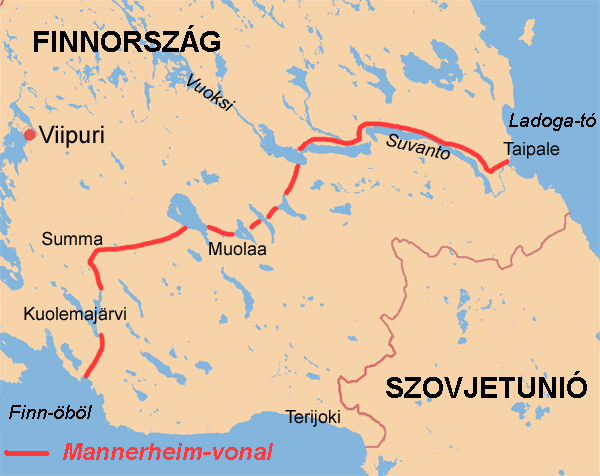
Finnország fő védvonala a téli háborúban: a Mannerheim-vonal.

Mannerheim tábornok később így írt a róla elnevezett védelmi vonalról: „Az az előnytelen benyomás, amely a Szovjetunió haderőinek teljesítményeiről alakult ki, veszélyeztette az uralkodó körök tekintélyét, és ellensúlyozásként propagandát igényelt. Így aztán az oroszok még a háború időszakában forgalomba hozták a »Mannerheim-vonalról« szóló mesét. Azt állították, hogy védelmünk a földszorosban rendkívül szilárd és a technika legújabb vívmányai felhasználásával vasbetonból megépített vonalra támaszkodik, amelyet a Maginot- és a Siegfried-vonalakkal kell összehasonlítani, s melyhez hasonlót még egyetlen hadsereg soha át nem tört. Az oroszok által végrehajtott áttörés »haditett, amelyhez hasonlót a hadtörténelem nem ismer«, hogy idézzek az egyik hivatalos orosz nyilatkozatból. Ez üres beszéd, a dolog állása egészen más volt. (...) valóban létezett védelmi vonal, de azt csak néhány állandó, egymástól távol eső erős géppuskafészekből és javaslatomra elkészített további kb. húsz támpontból állt, köztük húzódó lövészárkokkal, állások, amelyeknek egyáltalán nem volt mélysége. Ezt a vonalat nevezte el a nép Mannerheim-vonalnak. Állóképessége katonáink kitartásából és bátorságából eredt, és korántsem a létesítmények szilárdságából. Ami pedig a keleti fronton elszenvedett orosz veszteségeket illeti, azokról a propaganda vezérkara nyilvánvalóan nem tudott semmiféle elfogadható magyarázatot kieszelni.”

## Nemzetközi visszhangok, önkéntesek
A világ közvéleménye a kezdetektől mélyen együttérzett a finn néppel, amely azonban minden felé irányuló rokonszenv ellenére gyakorlatilag magára maradt. A nyugati-európai demokráciák nem tervezték, hogy reguláris csapatokat küldenek Finnország megsegítésére: ennek oka lehetett pusztán a passzivitás vagy a hitleri Németországtól való félelem (ezek voltak a „furcsa háború” hónapjai, ami azt jelentette, hogy bár Nagy-Britannia és Franciaország a Lengyelországgal kötött szerződésük szerint hadat üzent ugyan Németországnak, ám ennek ellenére nem indítottak tényleges harci cselekményeket ellene).

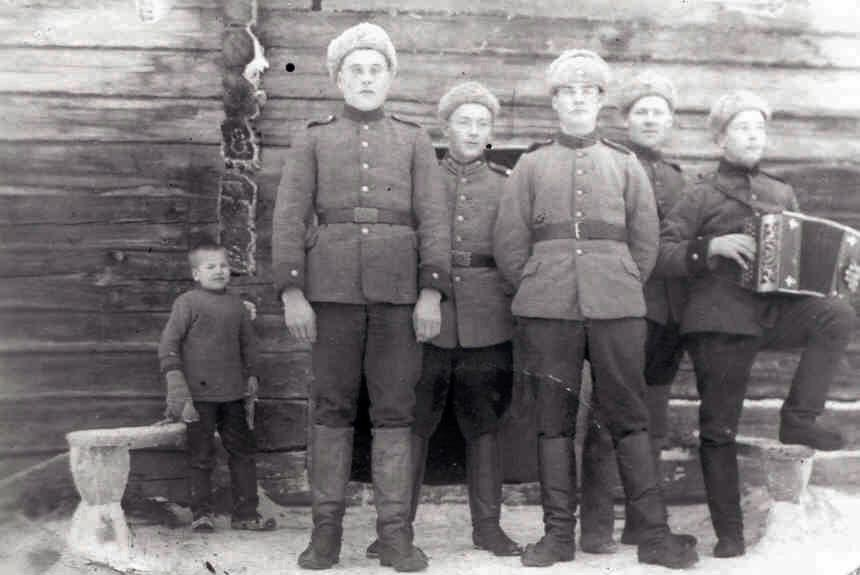
Finn katonák a téli háború idején

A francia kormány éppen ezért ellenezte, hogy a francia hadseregből önkéntesek menjenek Finnországba. A francia hatóságok ezen felül még nehéz helyzetbe kerültek a hadseregükhöz csatlakozott lengyel katonák miatt is, akik szívesen harcoltak volna a Szovjetunió ellen, de ezt a francia hatóságok nem engedték. Franciaország ígért ugyan egyik alkalommal a finneknek ötvenezer katonát, egy nehézbombázót és nagy mennyiségű hadianyagot, de végül ez nem érkezett meg.
Nagy-Britannia és Franciaország végül szervezett gyorsan egy 50 000 fős expedíciós hadsereget, amelyet Észak-Norvégiából vetettek volna be (egyesek szerint csak az észak-svédországi vasércbányák védelmében). De egyrészt ennek bevetése (politikai okokból) vontatottan haladt, másrészt pedig a finn vezetés sem akarta, hogy országuk – Spanyolországhoz hasonlóan – a nagyhatalmak küzdőtere legyen. Önkéntesek azonban érkeztek Finnországba viszonylag nagy számban.
Olaszországból kb. 5000 önkéntes ment volna a finnek segítségére, de a hatóságok nem adtak útlevelet nekik (bár Benito Mussolini személy szerint nagy rokonszenvvel viseltetett a finnek iránt).
Ellentmondásos volt a skandináv országok viselkedése is: bár önkéntesekkel és hadianyaggal támogatták a finneket, nyíltan nem álltak ki mellettük. A Népszövetségben is tartózkodtak, amikor az a Szovjetuniót agresszornak nyilvánította és a kizárásáról döntött. Ezzel a Szovjetunió a következő államok mellé került: a militarista Japán (Kína elleni háborúja miatt), a fasiszta Olaszország (abesszíniai háborúja miatt) és a náci Németország (amely önszántából lépett ki a Népszövetségből).
A finn kormány decemberben elhatározta, hogy csak olyan országokból fogadnak szervezett formában önkénteseket, amelyek jóindulattal viseltetnek országuk iránt (a németeket és az oroszokat így kizárták) és ha az önkéntesek rendelkeznek a katonai alapfelszereltséggel (mivel a finn hadsereg szűkében volt ezeknek). Később, 1940 januárjának nehéz napjai után már minden, a finn nagykövetségeken jelentkező, fizikailag alkalmas férfi jelentkezését elfogadták (szovjet emigránsokat és zsidó menekülteket így sem).

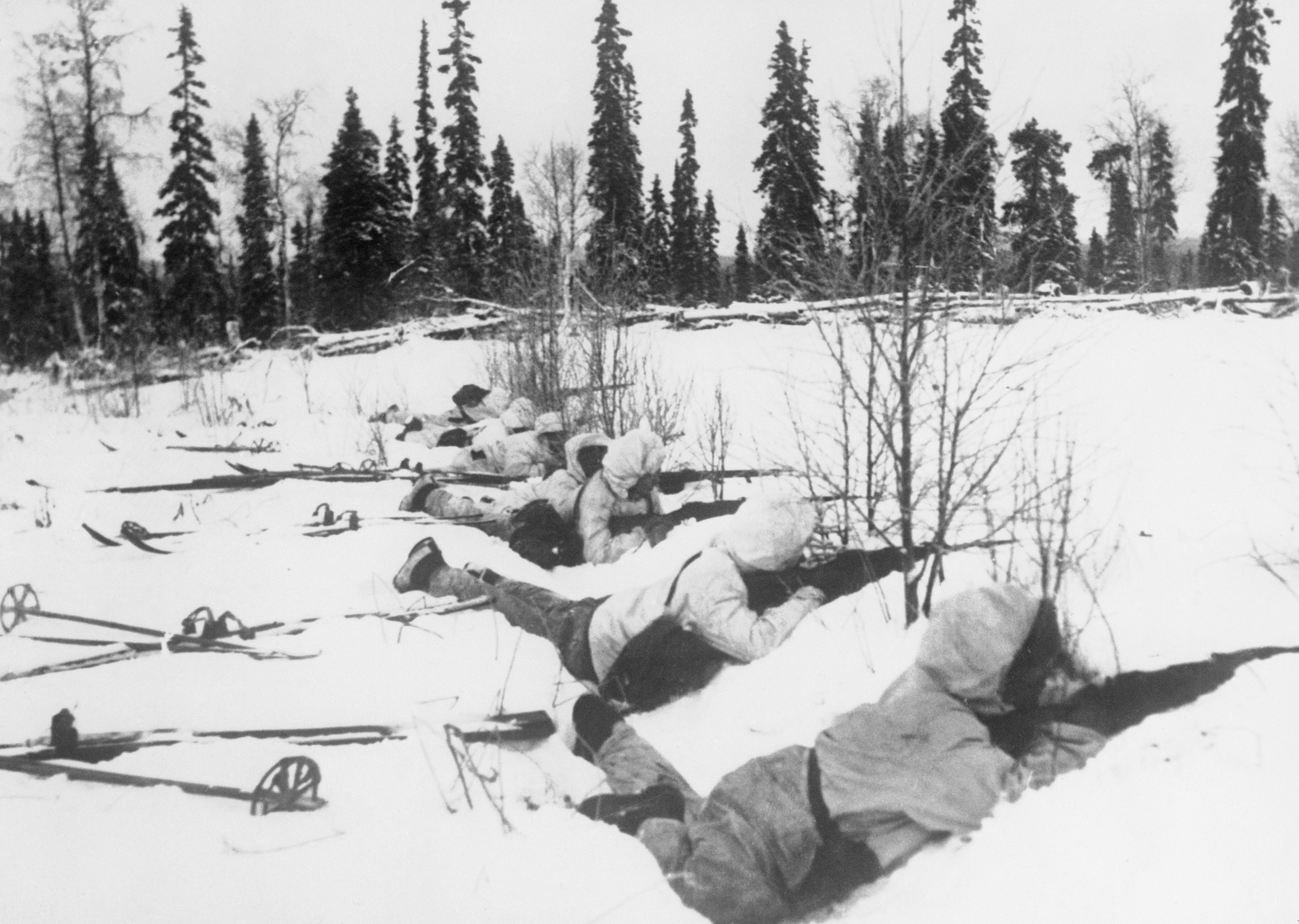
Sítalpas finn katonák tűzharcban.

Végül összesen kb. 11 500 önkéntes érkezett Finnországba, mely 26 nemzetből, főleg a skandináv népek fiaiból (kb. 8000 svéd, kb. 1000 dán, kb. 700 norvég, 56 észt), amerikaiakból (kb. 350 fő – zömmel egykori finn bevándorlók ill. leszármazottjaik), magyarokból (346 fő), angolokból (kb. 200 fő), belgákból (kb. 50 fő), hollandokból, németekből (kb. 20-20 fő) és egyéb nemzetek fiaiból állt. Közülük azonban csak a svédek vettek részt tényleges harcokban.
A finnek a külföldi önkénteseket a Sisu Különítménybe szervezték, amely zömmel magyarokból, angolokból és észtekből állt. A különítmény létszáma nagyon lassan nőtt: a békekötéskor 153 fővel rendelkezett. A svéd önkéntesek külön egységben (Svéd Önkéntes Alakulat – Svenska Frivilligkåren) harcoltak, amely 3 zászlóaljból és kisebb egységekből állt. A Svéd Önkéntes Alakulatot (amelybe a norvég önkéntesek is belekerültek) Finnországban szervezték, mivel a svéd kormány hivatalosan nem akarta támogatni a finneket.
Zömmel svéd pilóták alkották a Finn Légierő egyik egységét is (Lentorykmentti 19, LeR19; 19. Flygflottilj, F19), akik a Svéd Légierő 25 repülőgépével harcoltak és Észak-Finnországban volt a bázisuk. A pilóták között összesen kb. 60 külföldi önkéntes szolgált, akik közül 4 dán, 3 svéd és 1 magyar (Békássy Vilmos zászlós) valamint olasz áldozta életét Finnország függetlenségéért. Svédek harcoltak még a légvédelemnél, a partvédelemben, a hadiflottánál, a tüzérségnél és erődítési munkákban. A svéd önkéntesek a háború után visszatértek hazájukba, de egy részük újra jelentkezett szolgálatra, amikor Finnország 1941-ben újra hadiállapotba került a Szovjetunióval (folytatólagos háború).

## Magyar vonatkozások
Csak Magyarország küldött önkénteseket olyan szervezett egységben, ahogy azt a finnek kezdetben kívánták. Magyarországon az önkéntesek toborzását a háttérből gróf Teleki Pál kormánya szervezte. A toborzási felhívást tartalmazó röplapok december 16-án jelentek meg és márciusig kb. 25 000 férfi jelentkezett önkéntesnek a megtámadott rokon nép megsegítésére. A jelentkezőket nagyon megszűrték: csak büntetlen előéletű, nőtlen, letöltött katonai szolgálattal rendelkező férfiak jelentkezhettek, akiknél megvizsgálták, hogy nem kommunista-szimpatizánsok -e. Végül ezt a számot lecsökkentették 5000 főre, amelyből egy zászlóalj 344 fővel, Kémeri Nagy Imre főhadnagy vezetése alatt meg is érkezett Finnországba. Főleg Budapest, Nagykanizsa és Debrecen környéki férfiak utaztak ki Finnországba. A 344 főből álló zászlóalj 24 tisztet illetve tisztjelöltet, 52 altisztet, 2 orvost, 2 tábori lelkészt és 264 fő legénységi állományú egyént foglalt magába.

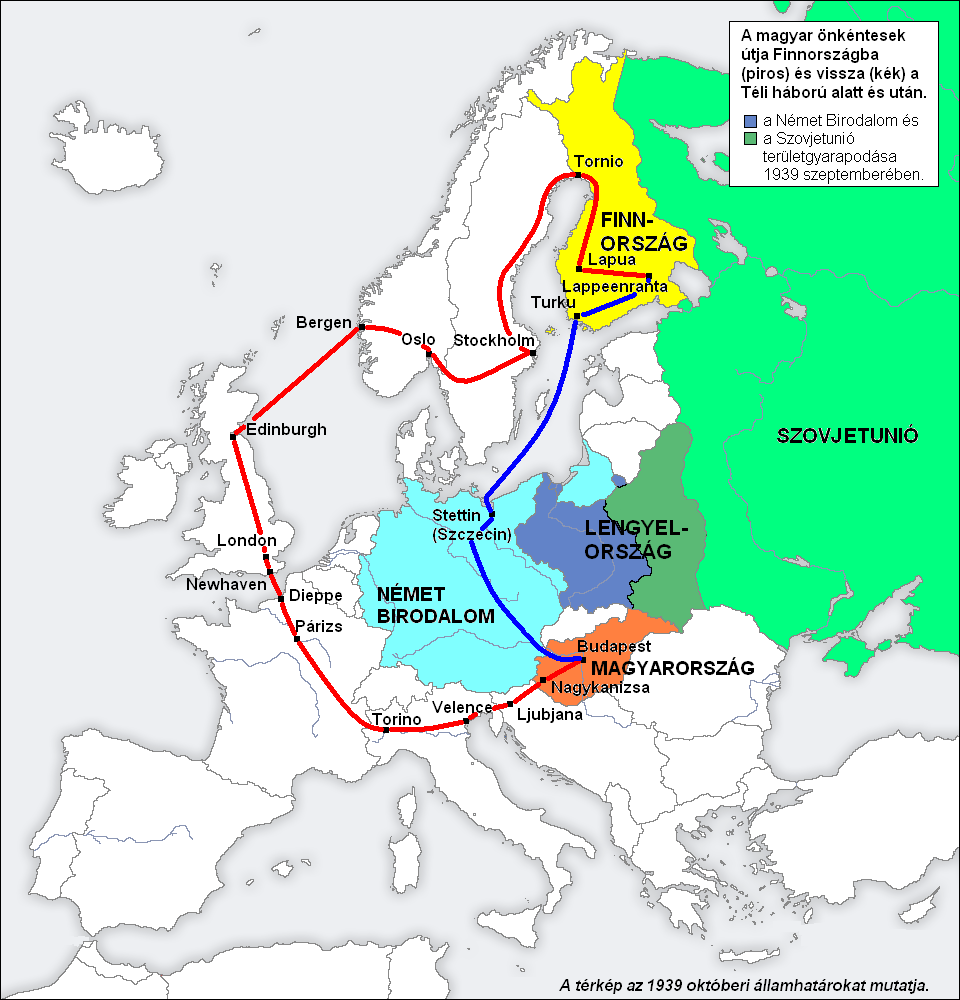
A magyar önkéntesek útja Finnországba (piros vonal) és vissza (kék vonal) a Téli háború alatt és után.

A magyar katonák március 2-án érkeztek meg Finnországba, egy hónapos magyarországi kiképzés, majd hosszú, az egész európai kontinenst nyugatról megkerülő út után. A magyar önkéntesek Nyugat-Európában különvonaton utaztak, mint „sítáborba utazó turisták”. Edinburgh-ból Bergenbe angol védelem mellett hajóztak be, mivel a Nagy-Britannia és a Német Birodalom közötti hadiállapot miatt tartani lehetett német támadásoktól. Fegyvereket nem vittek magukkal, de a magyar kormány más utakon összesen 1 millió pengő értékben küldött hadfelszerelést, hadianyagot Finnországba.
Szent-Györgyi Albert a Nobel-díj aranyérmét felajánlotta a Finn Vöröskeresztnek, a háború miatti szenvedők részére, és átadta Onni Talas finn nagykövetnek. A 23 karátos 208 grammos aranyérmet a Finn Vöröskereszttől Wilhelm Hilbert finn vállalatigazgató vásárolta meg, aki  az érmet a Magyar Nemzeti Múzeumnak adományozta.
A hosszú út oka az volt, hogy a Németország nem engedélyezte sem csapatok, sem hadianyag áthaladását a területén (egyrészt a Molotov–Ribbentrop-paktum miatt; másrészt pedig mert gr. Teleki Pál miniszterelnök nem engedte meg, hogy a Wehrmacht magyar vasútvonalakat használjon Lengyelország lerohanásához) és hazánk a területgyarapodások (Első bécsi döntés) miatt még rosszabb viszonyban volt szomszédaival (bár azok is a tengelyhez tartoztak). A magyar kormány által szervezett zászlóaljon kívül még kb. 20 fő érkezett Magyarországról Finnországba teljesen egyénileg. Az önkéntesek kiválasztásánál előnyt jelentett a harctéri tapasztalat, ezért több olyan katona is csatlakozhatott, akik korábban a spanyol polgárháborúban, illetve felvidéki és erdélyi katonai akciókban részt vettek. Erről tanúskodnak azon Lapuai Múzeumban őrzött archív negatívok, amelyeken a katonák a Felvidék felszabadításában (1938) részt vállaló katonáknak kiosztott "Felvidéki Emlékérmet" viselnek.
A magyar katonák első célállomása Lapua volt , itt kapták meg a Finn Hadsereg öltözékét és hadi felszerelését. A tisztek civil házakban, családoknál laktak, míg a közlegények szállását az iskola épületében oldották meg. A SISU különítményen belül a magyarok egy külön, jól szervezett egységet alkottak.
Körülbelül egy hónapig főleg a téli harcmodort és a síelést gyakorolták. Helyi lakosok visszaemlékezései szerint a magyaroknak nemigen ment a síelés, holott a sí a finn harcmodor egyik alapját képezte.
A finnek a magyar katonákat a kiképzésük után az önkéntesekből szervezett Sisu Különítménybe szervezték, de a békekötés miatt már nem kerültek a frontra. Ennek ellenére a lakosság és a helyi sajtó (Lapuan Sanomat) egyaránt nagy megbecsüléssel viszonyult a "Pusztai fiúkhoz", ahogy a lapban a magyarokat nevezték egy alkalommal.
A békekötés után a magyar katonák határőrizeti feladatokat láttak el Lappeenrantában. A magyar önkéntes zászlóaljat március végén Lapuában Mannerheim tábornagy személyesen is meglátogatta. 16 tisztet a Fehér Rózsa Lovagrend II. osztályú keresztjével tüntette ki, míg Kémeri Nagy Imrének a Fehér Rózsa Lovagrend I. keresztjét adományozta és századossá léptette elő (amit később a Honvéd Vezérkar is elismert).
A magyar zászlóalj végül 1940 májusában érkezett vissza Magyarországra. Turkuban szálltak hajóra, majd a németországi Stettinből, Lengyelország) német vasútvonalakon, különvonaton, német őrség mellett érkeztek Magyarországra (a visszaútnál a német kormány már lehetővé tette, hogy a területén haladjanak keresztül). Budapesten Teleki Pál miniszterelnök fogadta őket. Az önkéntesek minden felszerelésüket Finnországban hagyták. Visszaútjuk költségeit a finn kormány állta.
Említésre érdemes továbbá, hogy a téli háború folyamán a finn légierőben két magyar pilóta, Békássy Vilmos és Pirity Mátyás is kiképzésre került vadászpilótaként. Közülük Békássy Vilmos 1940. február 7. napján új Fiat G.50-es vadászrepülőgépének hózáporos, rossz időben való átrepülése közben a Botteni-öbölben eltűnt. Pirity Mátyás ugyanakkor 1940. február 15. napjától 1940. március 13. napjáig 22 harci bevetést teljesített, ezek egyike során egy szovjet bombázó repülőgépet megrongált. Pirity Mátyás 1940. március 25. napján tért haza, még kintléte alatt megkapta a finn Honoris Causa érdemrendet, majd – 50 év elteltével – 1990. február 17. napján a budapesti finn nagykövetségen vette át Risto Hyvärinen finn nagykövettől Mannerheim tábornagy 1940. évi köszönőlevelével a hadi emlékérmet a Hadra kelt Sereg szalaggal.

## A béke

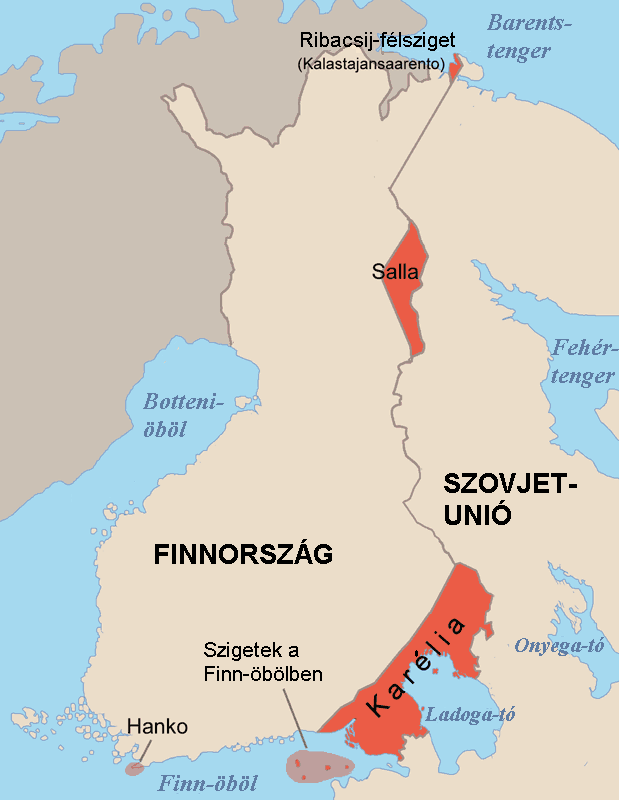
A téli háborút lezáró moszkvai béke alapján szovjet fennhatóság alá került területek

A Kreml már az első napokban belátta, hogy a megkezdett háborúból nem lesz Blitzkrieg. Hogy a megtépázott tekintélyéből valamit mégis mentsen, győzelemfélét akart felmutatni. Nem sikerült áttörnie északon, Murmanszk felől Lappföldön és Finnmarkon keresztül a norvég kikötők felé, és nem sikerült ezáltal atlanti-óceáni jégmentes kikötőt szereznie, bár a murmanszki kikötő körül területeket szerzett. Megszerezte továbbá a Balti tengeren a télen is hajózható Hanko félszigetet flottabázis céljára. Kénytelen-kelletlen azonban sutba tette „Népi Kormányát” (mert Moszkva sokáig ragaszkodott ahhoz, hogy csak a „törvényes”, vagyis a Kuusinen-féle (báb)kormánnyal ül tárgyalóasztalhoz) de követeléseit megnövelve ült le tárgyalni újból most a „háborús provokátorok bűnös kormányával” (vagyis a törvényes kormánnyal). Finnország 1940. március 12-én Moszkvában kénytelen volt aláírni a súlyos feltételeket, mert a háborúban kimerült, állásainak védelmére a tavaszi olvadás után nem lett volna képes a hatalmas háttérgazdasággal rendelkező Szovjetunióval szemben. Területének 10%-áról, mintegy 40 000 km2-ről kellett lemondania. Az ott élő mintegy félmillió embert Finnország más területeire telepítették, vigyázva arra, hogy a közösségeket, családokat ne szakítsák szét. Bár a fentiek a trianoni békeszerződéshez képest enyhének tűnhetnek, de az elcsatolt területek miatt az ország stratégiai helyzete nagyon meggyengült.

## Néhány következmény

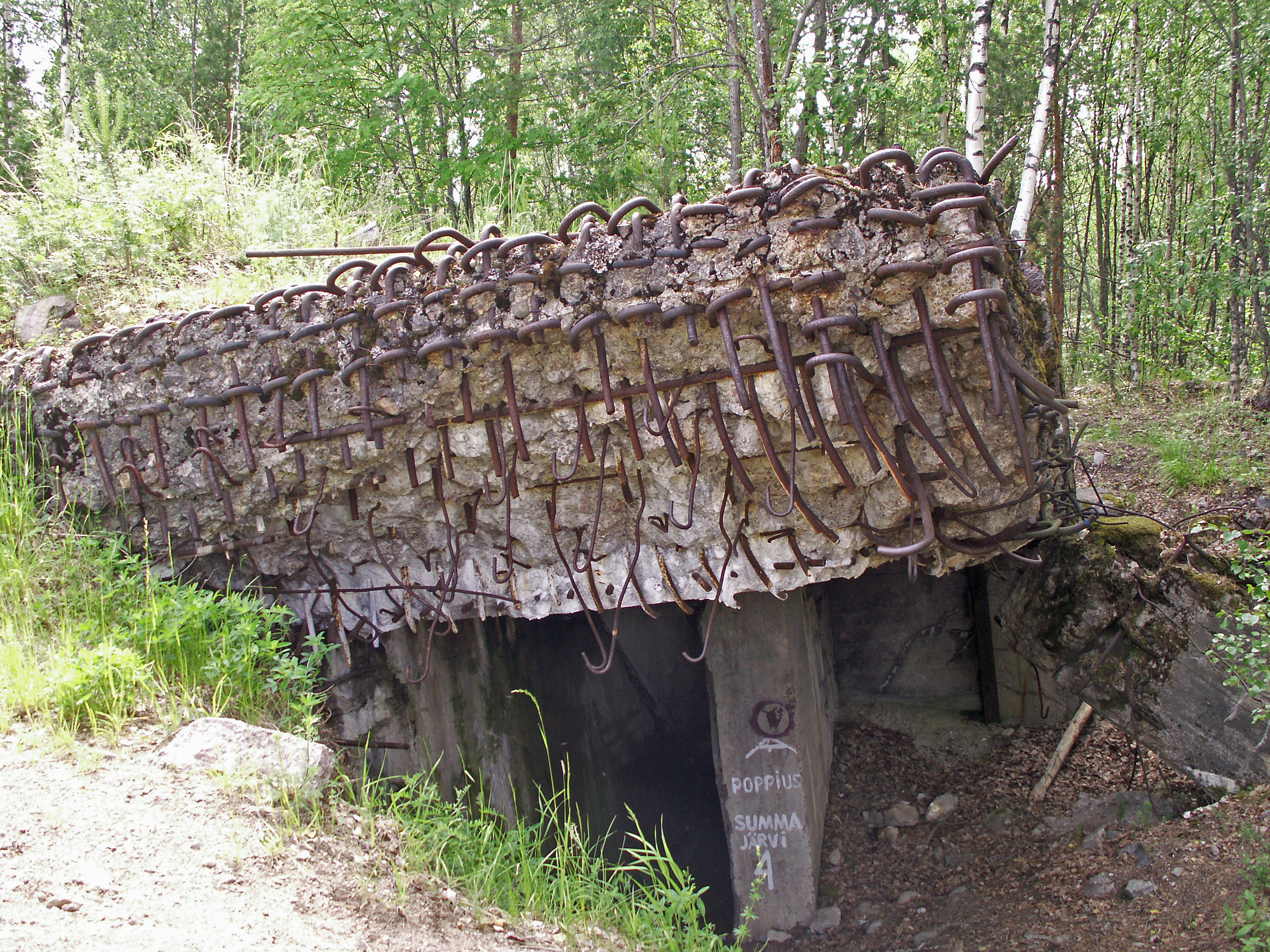
A Mannerheim-vonal maradványa (2011)

Nemcsak a finn hadvezetés döbbent meg a Vörös Hadsereg gyengeségén, a tisztikar teljes inkompetenciáján. A nyugati hatalmak vezetői rájöttek: a szovjet haderő csak számszerűleg tekinthető erős és ütőképes hadseregnek, de nem a valóságban (Nagy-Britannia és Franciaország éppen ezt sejtve vonakodott a Szovjetunióval szerződést kötni 1939 augusztusában – ami végül a Molotov–Ribbentrop-paktum megkötéséhez vezetett). És ezt a tényt főleg a náci Németország nyugtázta elégedetten: a Szovjetunióról mint „agyaglábakon álló óriásról” beszéltek. Ez nagyban hozzájárult ahhoz, hogy 1941-ben eléggé erősnek érezzék magukat a hatalmas ország megtámadásához.
Miután a Német Birodalom 1941. június 22-én megtámadta a Szovjetuniót, a berlini kormány biztatására és jelentős támogatásával Finnország is belépett a Szovjetunió elleni háborúba, hogy elveszett területeit visszaszerezze (folytatólagos háború). Azonban miután a Wehrmacht 1943 elején vereséget szenvedett Sztálingrád alatt, a finnek elkezdték keresni a háborúból való kilépés lehetőségeit és 1944 szeptemberében be is fejezték a Szovjetunió elleni háborút. A béke kisebb területek elcsatolását jelentette, de Sztálin megkegyelmezett Finnországnak: a Vörös Hadsereg nem szállta meg az országot.
A téli háborúból természetesen a szovjet vezetés is levonta a tanulságokat (ha ezt nyíltan nem is ismerték be rögtön). Tyimosenko marsall később bevallotta a moszkvai finn katonai attasénak, hogy „sokat tanultak ebben a kemény háborúban, s ebben a finnek hősiesen harcoltak”. Sztálin 1943 novemberében elárulta Roosevelt elnöknek, hogy „A finn háború megmutatta, hogy a szovjet hadsereg felszerelése hiányos és teljesítménye gyenge volt. Emiatt az egész hadsereget újjászerveztük, de ezután sem állíthatom, hogy Németország támadásakor első osztályú eszköz lett volna.”
Hruscsov, aki a téli háború idején már „pártgenerális” volt, így emlékezett vissza: „A finnek ellen vívott háborúnkban mi választhattuk meg a háború helyét és kezdetének időpontját. Szám szerint fölényben voltunk az ellenféllel szemben, elegendő időnk volt arra, hogy felkészüljünk a hadműveletre. De még e lehető legkedvezőbb feltételek mellett is csupán óriási nehézségek és hihetetlenül nagy veszteségek árán tudtunk győzelmet aratni. Ez a győzelem valójában erkölcsi vereség volt. Népünk erről persze sosem szerzett tudomást, mert sohasem mondtuk meg nekik az igazat.” Hruscsov idővel visszaadta Finnországnak a Hanko-félszigetet. A hidegháború idején főként szovjet és svéd hadieszközökkel szerelték fel a finn haderőt.

## A népi kultúrában
A téli háborúról először 1942-ben írtak dalt a finnek. Az egyik ilyen a Njet Molotoff melyben a vörös hadsereget és Molotovot gúnyolják.

## Érdekességek
- A téli háború egyik sokat emlegetett mozzanata a kolbászháborúnak elkeresztelt,[16] a kelet-finnországi Ilomantsi környékén vívott ütközet, amely egyik tipikus példája volt a szovjet erők súlyos hiányosságainak. A 139-es számú szovjet lövészhadosztály a csata napján (1939. december 10.) váratlan és nagy erejű támadást intézett, ami elől a finnek kénytelenek voltak visszavonulni, hátrahagyva felszerelésüket és ellátmányukat. A finnek aznap kolbászlevest főztek maguknak, amit a helyszínen megtaláltak a táborukba bevonuló szovjetek. Az orosz katonák – akiknek ruházata és felkészültsége is elégtelen volt a hideg és nehéz finnországi terepre –, éheztek a Vörös Hadsereg rossz ellátmányozása folytán. Nem törődve tehát a veszéllyel, nekiláttak elfogyasztani az ellenség vacsoráját, így a további támadás megállt, a sorok felbomlottak. Az erősítéshez jutó finnek közben rendezték a soraikat, s kihasználva az ellenség rendezetlenségét, csendben bekerítették az oroszokat, majd egy alkalmas pillanatban lecsaptak rájuk. Igen rövid idő alatt hatalmas vérfürdőt rendeztek, a 139. szovjet lövészhadosztályt teljesen megsemmisítették.[17]